# Enoh Meyomesse
Enoh Meyomesse (* 1954 in Ebolowa, Kamerun) ist ein kamerunischer Autor, Historiker, Blogger und politischer Aktivist.

## Leben
Meyomesse, der aus dem Süden Kameruns stammt, schloss sich während seines Studiums der Union Nationale des Étudiens du Kamerun an. Zum Ende der  1970er Jahre setzte er seine Studien der Politischen Wissenschaften in Straßburg und in Paris fort. 
Zurück in seinem Heimatland wurde Meyomesse wegen seiner Kritik an der Politik der Herrschenden in Kamerun vielfach verfolgt. Er wurde 2010 beschuldigt am versuchten Staatsstreich des Juli 2010 beteiligt gewesen zu sein, jedoch mangels Beweisen nicht verhaftet. Im Februar 2011 wurde er von der kamerunischen Polizei daran gehindert das Land zu verlassen. Er war zu einer internationalen Konferenz nach Bamako, der Hauptstadt Malis, eingeladen und wollte Bamako per Flugzeug über Abidjan an der Côte d’Ivoire erreichen. Nachdem er  nochmals aus dem Flugzeug in Yaoundé wieder aussteigen musste, verließ er das Land über die Grüne Grenze. Bei seiner Rückkehr konnte die Polizei ihn nicht behindern.
Bei den Präsidentschaftswahlen des Jahres 2011 wollte Meyomesse sich bewerben. Seine Bewerbungsunterlagen wurden jedoch von den Herrschenden in der Région du Sud nicht angenommen. Die Allianz, die er mit einem anderen Kandidaten einging, führte jedoch zu keinem Erfolg.
Meyomesse wurde am 22. November 2011 bei der Rückkehr aus Singapur auf dem Flughafen von Yaoundé von der Gendarmerie Nationale Camerounaise verhaftet und nach einem brutalen Verhör im Hauptquartier der Gendarmerie   in Yaounde nach Bertoua im Osten des Landes verbracht. Er sollte das Versteck der Waffen verraten, mit denen er den Präsidenten Kameruns ermorden wollte. Bis zum 22. Dezember 2011 wurde er in Einzelhaft und bei vollständiger Dunkelheit eingesperrt und kam danach in das Zentralgefängnis Kondengui in Yaoundé. Erst ein Jahr später wurde er im Dezember 2012 von der Militärjustiz ohne Beweise oder Zeugen wegen räuberischer Verschwörung zu sieben Jahren Haft und zu einer Geldstrafe von 200.000 CFA-Francs verurteilt.

## Befreiung
2013 erhielt Meyomesse in Den Haag den Preis der Meinungsfreiheit der Vereinigung Oxfam für seine Gedichtsammlung Poème carceral, poésie du pénitencier de Kondengui, das im gleichen Jahr in Wien in deutscher Übersetzung veröffentlicht wurde. In den Jahren seiner Haft erhielt er Unterstützung durch viele 
Schriftsteller, unter anderem von Alain Mabanckou, die seinen Fall vor die UN-Menschenrechtskommission brachten. Weitere Unterstützer waren das Tribunal Article 53 und das deutsche PEN-Zentrum. Im April 2015 wurde das Urteil gegen ihn revidiert. Er wurde als Unschuldiger am 27. April 2015 entlassen.
Seit Oktober 2015 lebt Meyomesse in Darmstadt, 2016 als Elsbeth-Wolffheim-Stipendiat. Inzwischen erschienen zwei weitere Bücher des Autors in deutscher Sprache.

## Veröffentlichungen
- Le massacre de Messa, 1955.
- Complainte noire, 1981.
- Poème carceral, poésie du pénitencier de Kondengui, 2013.
  - deutsch von Jürgen Strasser: Gedichte des Häftlings in Kondengui. edition pen bei Löcker, Wien 2013, ISBN 978-3-85409-692-4.
- Quand a Darmstadt je serais...
  - deutsch von Jürgen Strasser: Darmstadt: Eine afrikanische Liebeserklärung. Metropol, Berlin 2015, ISBN 978-3-86331-259-6.[2]
- Fleurs de liberté. 
  - deutsch von Jürgen Strasser: Blumen der Freiheit, Anthologie. edition pen bei Löcker, Wien 2015, ISBN 978-3-85409-786-0.